# 大阪府の市町村章一覧
大阪府の市町村章一覧（おおさかふのしちょうそんしょういちらん）は、大阪府内の市町村に制定されている、あるいは制定されていた市町村章の一覧である。なお、一覧の順序は全国地方公共団体コード順による。廃止された市町村章は廃止日から順に掲載している。

## 市部
| 市         | 市章 | 由来                                                           | 制定日         | 備考                                                                                                  |
| ---------- | ---- | -------------------------------------------------------------- | -------------- | --- |
| 大阪市     |      | 水路の標識である澪標を表したもの                               | 1894年4月12日  | 天保年間に使われていた                                                                                |
| 堺市       |      | 摂津国・和泉国・河内国三国の境界付近の都市の「市」を表したもの | 1895年6月17日  | |
| 岸和田市   |      | 「岸」と「キ」あるいは「干」を図案化したもの                   | 1922年10月1日  | 1920年に岸和田町章として制定され、市制施行後に継承され、さらに1969年12月17日に告示される              |
| 豊中市     |      | 四つの「ト」で「中」を作ったもの                               | 1939年3月30日  | 1963年4月1日に規則化される                                                                            |
| 池田市     |      | 井桁と糸巻きを表したもの                                       | 1940年8月12日  | |
| 吹田市     |      | 「吹」をハトにし、四つの「田」を図案化したもの                 | 1940年4月10日  | 1951年から1953年の間に市章の改正があった                                                              |
| 泉大津市   |      | 「泉大」を図案化したもの                                       | 1942年9月25日  | |
| 高槻市     |      | 大阪市と京都市の初代の市章を合わせ、「高」象ったもの           | 1943年1月1日   | 高槻町制時の1931年3月に町章として制定され、市制施行後に継承される 1968年6月5日に告示される            |
| 貝塚市     |      | 五本の松葉と波頭・「貝」を形どって象徴したもの                 | 1943年8月29日  | 貝塚町制時の1931年4月に町章として制定され、1943年8月29日に告示される                                  |
| 守口市     |      | 「守口」を図案化したもの                                       | 1951年11月1日  | |
| 枚方市     |      | 「ヒラ方」で淀川の三十石船を象ったもの                         | 1947年10月30日 | 市旗は一部デザインが異なる シンボルマークも制定されている                                             |
| 茨木市     |      | 「茨」を図案化し、同時にハトを表したもの                       | 1948年8月31日  | |
| 八尾市     |      | 「YAO」を図案化したもの                                        | 1958年7月4日   | |
| 泉佐野市   |      | 「サノ」を扇型に図案化したもの                                 | 1948年4月1日   | 佐野町章として制定され、市制施行後に継承される                                                        |
| 富田林市   |      | 三つの「ト」を重ねたもの                                       | 1942年10月1日  | 富田林町章として制定され、市制施行後に継承される                                                      |
| 寝屋川市   |      | 中央に「ネ」と矢全体で「川」を表したもの                       | 1951年5月3日   | |
| 河内長野市 |      | 大阪府を外部にし、その中に「長」を表したもの                   | 1954年8月1日   | |
| 松原市     |      | マツの葉を意匠化したもの                                       | 1955年2月1日   | 松原町制時の1945年7月に町章として制定され、市制施行後に継承される 1983年5月4日に規則化される          |
| 大東市     |      | 「大とう」を図案化したもの                                     | 1956年8月1日   | |
| 和泉市     |      | 「泉」を図案化したもの                                         | 1957年3月18日  | 色は緑色が指定されている                                                                              |
| 箕面市     |      | ヒトと「ノ」を組み合わせたもの                                 | 1956年12月1日  | |
| 柏原市     |      | 「カハ」を図案化したもの                                       | 1958年10月1日  | |
| 羽曳野市   |      | 「羽」を図案化したもの                                         | 1959年1月15日  | |
| 門真市     |      | 「門真市」を組み合わせて鳥の形に図案化したもの                 | 1963年10月1日  | |
| 摂津市     |      | 「セ」を図案化したもの                                         | 1966年10月13日 | |
| 高石市     |      | 「高」を図案化したもの                                         | 1966年12月20日 | 色は水色が指定されている                                                                              |
| 藤井寺市   |      | 前方後円墳と縄文時代の耳飾りを図案化したもの                   | 1965年6月25日  | 美陵町章として制定されたものを美陵市制時に継承し、名称変更時にも市章として継承される                  |
| 東大阪市   |      | 「ひ」をハトの形に図案化したもの                               | 1967年2月1日   | |
| 泉南市     |      | 「せ」を図案化したもの                                         | 1958年4月22日  | 泉南町章として制定され、市制施行後に継承される                                                        |
| 四條畷市   |      | 「しナ」を図案化したもの                                       | 1970年7月1日   | |
| 交野市     |      | 「交」を図案化し、サクラ・ハトを象ったもの                     | 1963年1月12日  | 交野町章として制定され、市制施行後に継承される                                                        |
| 大阪狭山市 |      | 全体は「さ」とし、山型を表したもの                             | 1987年10月1日  | 1960年に狭山町章として制定され、1977年5月10日に再制定されたものを市制施行時にも再制定されたものである |
| 阪南市     |      | 「は」を水羽の形に図案化したもの                               | 1973年1月12日  | 阪南町章として制定され、市制施行後に継承される                                                        |

## 町村部
| 郡       | 町村       | 町村章 | 由来                                                               | 制定日         | 備考                     |
| -------- | ---------- | ------ | ------------------------------------------------------------------ | -------------- | ------------------------ |
| 三島郡   | 島本町     |        | 楠公の菊水を「嶋本」に図案化したもの                               | 1968年12月10日 |                          |
| 豊能郡   | 豊能町     |        | 四つの「と」と「の」を表したもの                                   | 1977年4月20日  |                          |
| 豊能郡   | 能勢町     |        | 「の」は末広がり、「せ」を扇の要にして、どっしりと根を下ろしたもの | 1960年8月1日   |                          |
| 泉北郡   | 忠岡町     |        | 「中」と「心」を組み合わせたもの                                   | 1973年2月1日   |                          |
| 泉南郡   | 熊取町     |        | 九つの「マ」で「熊」・十個の「リ」で「取」を表したもの             | 1951年11月3日  | 色は緑色が指定されている |
| 泉南郡   | 田尻町     |        | 田尻川と田園を表したもの                                           | 1889年4月1日   |                          |
| 泉南郡   | 岬町       |        | 外側は「M」を図案化し、中側は大阪府の「O」を表したもの             | 1963年12月28日 |                          |
| 南河内郡 | 太子町     |        | 「太」をハトの形に図案化したもの                                   | 1963年10月7日  |                          |
| 南河内郡 | 河南町     |        | 「カナン」を図案化したもの                                         | 1957年1月10日  |                          |
| 南河内郡 | 千早赤阪村 |        | 金剛山・葛城山を象り、また「C」と「A」を図案化したもの             | 1966年1月1日   |                          |

## 廃止された市町村章
| 市郡     | 市町村   | 市町村章 | 由来                   | 制定日        | 廃止日       | 備考     |
| -------- | -------- | -------- | ---------------------- | ------------- | ------------ | -------- |
| 北河内郡 | 四條畷町 |          | 不明                   | 1961年12月    | 1970年7月1日 | 四條畷市 |
| 布施市   |          |          | 「布」を図案化したもの | 1937年4月1日  | 1967年2月1日 | 東大阪市 |
| 枚岡市   |          |          | 「ひ」を配したもの     | 1955年1月11日 | 1967年2月1日 | 東大阪市 |
| 河内市   |          |          | 「河内」を表したもの   | 1955年1月15日 | 1967年2月1日 | 東大阪市 |
| 南河内郡 | 美原町   |          | 「み」を図案化したもの | 1960年3月10日 | 2005年2月1日 | 堺市     |

### 書籍
- 小学館辞典編集部 編『図典 日本の市町村章』（初版第1刷）小学館、2007年1月10日。ISBN 4095263113。
- 近藤春夫『都市の紋章 : 一名・自治体の徽章』行水社、1915年。NDLJP:955061
- 中川幸也『シリーズ人間とシンボル第2号「都市の旗と紋章」』中川ケミカル、1987年10月11日。
- 丹羽基二『日本の市章 （西日本）』保育社、1984年5月5日。
- 望月政治『都章道章府章県章市章のすべて』日本出版貿易株式会社、1973年7月7日。
- NHK情報ネットワーク『NHKふるさとデータブック6 [近畿]』日本放送協会、1992年5月1日。
- 国際図書『事典　シンボルと公式制度』国民文化協会、1968年。

### 自治体書籍
- 『四條畷町広報 1号 - 111号 1961 - 70』（初版第1刷）四條畷市。
- 『四條畷町広報 町だより 1 - 111 1961 - 70』（初版第1刷）四條畷市。